# Weraroa coprophila
Weraroa coprophila är en svampart som beskrevs av A.H. Sm. 1965. Weraroa coprophila ingår i släktet Weraroa och familjen Strophariaceae.   Inga underarter finns listade i Catalogue of Life.